# Municipio de Villanueva (Zacatecas)
El municipio de Villanueva es uno de los 58 municipios del estado mexicano de Zacatecas. Su cabecera es la localidad de Villanueva.

## Geografía

### Municipios adyacentes
- Municipio de Jerez (norte)
- Municipio de Zacatecas (norte)
- Municipio de Genaro Codina (este)
- Municipio de San José de Gracia, Aguascalientes (este)
- Municipio de Calvillo, Aguascalientes (sur)
- Municipio de Tabasco (sur)
- Municipio de El Plateado de Joaquín Amaro (sur)
- Municipio de Colotlán, Jalisco (oeste)
- Municipio de Santa María de los Ángeles, Jalisco (oeste)
- Municipio de Huejúcar, Jalisco (oeste)
- Municipio de Tepetongo (oeste)

### Carreteras principales
- Carretera Federal 23
- Carretera Federal 54

## Localidades

### Ciudades
- Villanueva (cabecera municipal)

### Comunidades agrarias
| - Malpaso - Tayahua - La Encarnación - La Quemada - Adjuntas del Refugio - El Tigre - Francisco R. Murguía - Atitanac - Tarasco - Boca de Rivera - Laguna del Carretero | - El Jagüey - El Salto - El Fuerte - Francisco I. Madero - Boquilla del Carmen - Colonia Lázaro Cárdenas - Colonia Francisco Villa - Tenango - San Isidro - Palomas Vieja - El Pantano |

### Colonias agrícolas
| - Colonia Felipe Ángeles - Colonia Emiliano Zapata - La Magdalena - Zapoqui - El Salitre | - El Uncidero - Colonia Adolfo López Mateos - Colonia Morelos - El Vergel - Tecolotes |

### Rancherías
| - Los Arados - Atilano - Los Bancos - Colonia Benito Juárez - El Barranco - Barranco Blanco - El Barro - Belén de la Sierra - Canalejas - Las Canteritas - Los Caños - La Contadora - Carboneras - El Carcelero - La Carroza - El Colorado - El Cocono - El Cordón | - Fapalaca - El Gato - Colonia Gustavo Díaz Ordaz - Golondrinas - Gonzalo - Guadalupe de Chicomostoc - La Hiedra - Juana Antonia - Juan Miguel - Junta de los Ríos - Laguna de las Rosas - Lagunillas - El Limón - La Maguellera - Las Manguitas - Maravillas - El Molino - Morones | - Muleros - Nochebuena - El Nuevo Tigre - Nuevo México - Ojo de Agua de la Mula - Ojo de Agua del Tigre - Ojo de Agua Grande - La Ordeña - Las Palmas - Palmitas del Río - Pasillas - Las Pilas - Los Pilares - Pitón - Los Pocitos - El Tepetate - Providencia - El Puente Viejo | - Presa de Maravillas - El Ranchito - El Reparo - El Saltito - San Alejo - San Cayetano - San Diego - San José - San José de Tayahua - San José de Bella Vista - San Juan de las Flores - San Miguel - San Antonio de las Huertas - El Salto de Agua Caliente - San Tadeo de las Flores - El Saucillo - El Saucito - El Sauz | - El Socorro - El Soyate - La Tinaja - Tilano - Tuxtuac - Las Trojes - Tuitan - Tulillo - Las Baras - Varela - Colonia Miguel Hidalgo - Villa Zaragoza - El Zapote - El Zapotillo |

## Historia
El primer español en pisar estas tierras fue Pedro Alméndez de Chirinos en 1531 mientras realizaba las primeras exploraciones de lo que posteriormente sería parte del Reyno de la Nueva Galicia con la capital en Guadalajara.
En 1554, se asentó en la región el primer español, Diego Fernández de Proaño, estableciéndose en unos parajes conocidos con el nombre de Taiagua, en cuyo lugar le mercedó la Real Audiencia de Guadalajara tres caballerías de tierras que dedicó al cultivo de trigo. Tierras que hicieron crecer en extensión sus propietarios hasta lograr un inmenso latifundio, que con el tiempo fueron cambiando de dueño por compra o heredad. Siendo sus últimos dueños los herederos de la familia Martín Gallardo, quienes en 1648 fraccionaron el latifundio y lo vendieron a diversos compradores, entre ellos las religiosas Clarisas de Querétaro. Estas ventas dieron origen a la Formación de las haciendas de Tayahua, Malpaso, La Quemada, Huacasco (en el norte de Jalisco) Tenango, La Encarnación. San Juan de Dios de Los Fustes (El Salto), El Tesorero, Buenavista, entre otras.
Por estas mismas fechas, mediados del siglo XVII, llegó un grupo de agricultores españoles procedentes de Juchipila, quienes se establecieron en las inmediaciones de la Hacienda de La Quemada y a orillas de un río conocido como Palomas. Formaron una pequeña aldea, a la que nombraron Santa Cruz, procediendo a fabricar algunas chozas y jacales, ya que su permanencia dependería de la suerte con que corrieran en su improvisada estancia.
La idea que los trajo era la de lograr un patrimonio y el sustento para sus familias, ya que tenían noticia de que las tierras comprendidas entre Jerez y Tabasco eran muy fértiles y poco explotadas por sus propietarios; consiguiendo arrendar algunas de ellas o trabajarlas mediante otros convenios. Con el paso del tiempo comenzaron a recibir los beneficios de estas tierras generosas; pero por otra parte, también fueron objeto de abusos de los terratenientes, que en ocasiones les quitaban las tierras casi al tiempo de recoger sus cosechas o a punto de iniciar los períodos de siembra. Factores que motivaron a los colonos de la aldea referida, a promover la erección formal de una villa, a sabiendas de que de llevarse a cabo esta acción, la Corona les otorgaría tierras de las que ellos serían absolutos propietarios, idea que se comenzó a cristalizar luego que las veintiún familias que habitaban Santa Cruz, decidieron dar marcha a los trámites y comisionaron a Juan Leonardo de Villoslada para que los representara en las gestiones de fundación, quien compareció ante la Real Audiencia de Guadalajara para presentar la solicitud que firmaron las familias de la aldea.
Los trámites dieron inicio en septiembre de 1691, al momento que el presidente de la Real Audiencia ordenó al Cura de Jalpa y al Alcalde Mayor de Juchipila a cuya jurisdicción política y eclesiástica pertenecía el poblado, para que viajaran a Santa Cruz a verificar el contenido del pedimento.
Una vez realizadas las investigaciones y comprobación de causas, continuaron los trámites internos que se daban en la Audiencia que concluyeron el 7 de noviembre de 1691, cuando a Audiencia presidida por el doctor don Alonso Ceballos Villagutierre, concedió la licencia para la fundación del poblado con el título de Villagutierre del Águila nombre que sugirieron los mismos fundadores, con el fin de preservar la memoria de dos insignes personajes que hicieron posible la fundación: el doctor don Alonso de Ceballos Villagutierre, Gobernador del Reyno de la Nueva Galicia y de don Pedro de Salazar y Águila, Alcalde Mayor de Juchipila; puesto que el primero concedió la licencia y el segundo dio posesión de las tierras.
El acto de toma de posesión, tuvo lugar de manera oficial en la placita de la aldea, el 4 de febrero de 1692, presidiendo el evento don Pedro de Salazar y Águila, que dio posesión de la villa y sus ejidos a los solicitantes, a nombre de la Real Audiencia de Guadalajara y del Rey de España, don Carlos II. En este acto hizo entrega de los títulos de las tierras que se les otorgaron, procediendo también a levantar el acta de Toma de Posesión, acto final de la fundación; documentos que fueron depositados en el Archivo Parroquial de la Villa en un tiempo inmediato a la fundación.
Estos hechos generaron una serie de autos cuyos originales se localizan en el Archivo de Instrumentos Públicos de Guadalajara, que contemplan desde la solicitud que hacen los colonos para erigir legalmente la villa, hasta la concesión de la licencia. Así mismo, la toma de posesión da origen a un documento más: el Acta de fundación, documento único que se insertó a los títulos del fundo legal del poblado.
En primer lugar se presentan los autos localizados en Guadalajara en su versión original, acompañados de una trascripción fiel.
Por otro lado, el Acta de Fundación no se ha localizado debido a que este documento que fue incorporado a fines del siglo XIX al Archivo Municipal de Villanueva fue quemado todo el acervo en 1913, por fuerzas revolucionarias, destruyéndose posiblemente dicho testimonio histórico. Y en virtud de ello, se presenta la reconstrucción del contenido del Acta a partir de las de otros pueblos del Estado que se fundaron contemporáneos a Villanueva; contenido que coincide en todas y esto demuestra que el protocolo de Torna de Posesión era el mismo en todos los casos, Deduciendo esto a partir de documentos que forman parte del acervo del Archivo Histórico del Estado de Zacatecas que hablan en ese tenor. Ahora bien lo que ha caracterizado a Villanueva a lo largo de su historia es su conjunto de tradiciones, costumbres y leyendas de las cuales podemos mencionar la veneración a San Judas Tadeo, el Escudo Municipal que es considerado el más bello después del de la ciudad capital, la invención de la Tambora, la excelente participación de familias en la Charrería, la fabricación de los Dulces de Leche y por supuesto la creación de la Marcha de Villanueva.

## Toponimia
La actual ciudad de Villanueva, cabecera del municipio del mismo nombre, ha tenido distintas denominaciones a lo largo de su historia.  El primero de ellos fue Sitio de Santa Cruz, luego Villa de Villagutierre del Águila, más tarde, Villa de San Judas Tadeo de Villagutierre del Águila y, finalmente, Villanueva. 
Los primeros colonos bautizaron a su aldea con el nombre de Santa Cruz, nominación que mantuvo hasta el 4 de febrero de 1692, cuando se solemnizó la fundación de la Villa de Villagutierre del Águila. 
Para el año de 1721 es conocido este lugar como Villa de San Judas Tadeo de Villagutierre del Águila, por ser costumbre general de los españoles la de incluir el nombre del santo patrono al ya existente. La denominación actual de la ciudad es Villanueva; gracias a los efectos de la costumbre, ya que desde su fundación se le impuso el apodo o mote de "la villa nueva", por haber sido la última villa en fundarse en la región. No existe un decreto que avale el cambio de nombre de Villagutierre del Águila por Villanueva.

## Topografía
El relieve del municipio se compone de sierras y montañas de baja altura.
El clima es parcialmente templado, con una abundante precipitación, la fauna se compone de roedores, víboras y algunos mamíferos como el venado.

## Flora y fauna

#### Flora
La vegetación está compuesta principalmente por a)-pastizales: navajita velluda (Bouteloua hirsuta), zacate-navajilla (Bouteloua gracilis), zacatón, liendrilla (Muhlenbergia spp.), zacate tres barbas, garañona (Aristida spp), zacatón, (Sporobolus sp.); b)-bosque: encino colorado (Quercus eduardii), encino blanco (Quercus grisea), encino miscalme (Quercus chihuahuensis), roble (Quercus resinosa); c)-matorral: mezquite (Prosopis laevigata), huizache (Vachellia farnesiana), palma, izote (Yucca sp), nopal (Opuntia sp.). 

#### Fauna
La fauna se integra por: conejo, liebre, gato montés, coyote, zorra gris y mapache. Aves: codorniz común, codorniz escamosa, paloma de collar, paloma güilota y paloma ala blanca y aves migratorias (golondrinas), grulla gris, patos y cercetas.

## Economía
Todavía predominan las actividades agrícolas, las cuales aportan una gran cantidad de ingresos a la entidad, también destacan las labores de encaje y la extracción de algunos minerales.

## Personas destacadas
- Víctor Manuel Montalvo Aguilera (1923-2006). Artista popular villanovense